# خويان سوريانو أوروبيسا
خويان سوريانو أوروبيسا (بالإسبانية: Juan Soriano Oropesa)‏ (مواليد 23 أغسطس 1997) هو لاعب كرة قدم إسباني محترف يلعبُ كحارس مرمى لصَالح نادي إشبيلية.